# Jonas Meldercreutz
Jonas Meldercreutz, född 22 april 1715 i Uppsala, död 21 maj 1785 i Frebbenby på Åland, var en svensk matematiker och bruksägare.
Meldercreutz, som var son till domprosten i Uppsala Laurentius Molin och Jacobina Christina Hylthén, adlades fyra år gammal, jämte sina syskon, 1719 för faderns förtjänster med namnet Meldercreutz. 
Vid den franska gradmätningen i Lappmarken 1736 åtföljde Meldercreutz de franska astronomerna till Torneå, men anslöt sedan till den expedition landshövding Gabriel Gyllengrip företagit för att undersöka malmfyndigheter i Jukkasjärvi socken. År 1739 blev han ledamot av Vetenskapsakademien. Han blev löjtnant vid Fortifikationen 1742 och kapten 1746. Han utnämndes till professor i matematik i Uppsala 1751, från vilken befattning han 1772 erhöll avsked med bibehållande av lönen. 
År 1740 upptog Abraham Steinholtz Meldercreutz som medintressent i Gällivare malmberg. Tillsammans anlade de Meldersteins bruk, namngivet efter de båda grundarna, vid ett biflöde till Råneälven, en dryg mil från kusten. Fyra år senare blev Meldercreutz ensam ägare till järnverksamheten. För att bygga upp den infrastruktur som behövdes fick Meldercreutz 1763 företrädesrätt på att ta upp nybyggen i hela området mellan Kalix och Lule älvar, från Meldersteins bruk till tre mil norr om Malmberget. Detta blev det så kallade meldercreutzska odlingsdistriktet, omfattande ungefär 150 kvadratmil.
Resultaten av Meldercreutz vetenskapliga författarverksamhet är nedlagda dels i några uppsatser i Vetenskapsakademiens handlingar, dels i 16 disputationer för vilka han presiderat. De förra utgörs av bland annat ett par små uppsatser om mätning av avstånd genom ljudsignaler och om formen på öppningen hos en sprungen mina. Disputationerna behandlar flera olika matematiska frågor. Bland dem kan nämnas Descriptio curvarum geometricarum per puncta data (1754) och De summatione seriei reciprocæ e quadratis numerorum naturalium (1755), vilka, utan att innehålla något originellt, likväl vittnar om, att Meldercreutz (förutsatt att han verkligen var författaren) tagit kännedom om den samtida hithörande utländska litteraturen.
Meldercreutz var gift första gången 1738 med friherrinnan Fredrika Yxkull, som var dotter till generalmajoren och landshövdingen friherre Otto Reinhold Yxkull och andra gången 1775 med friherrinnan Magdalena Sophia Margareta Falkenberg, som var dotter till majoren friherre Gabriel Baltzar Falkenberg.
Biografi